# Max Cremer
Max Cremer (* 11. März 1865 in Uerdingen; † 22. Mai 1935 in München) war ein deutscher Physiologe.

## Leben
Max Cremer stammte aus einer Kaufmannsfamilie aus der Nähe von Düsseldorf und studierte zuerst Medizin. Nach Erreichen der Doktorwürde 1887 und der Approbation als Arzt 1888 studierte er noch weitere 8 Semester Mathematik und Naturwissenschaften zur Vorbereitung für den Beruf des Physiologen. Darauf folgend war er Assistent am Physiologischen Institut in München, habilitierte sich dort 1893, und wurde 1901 zum Professor ernannt. Es folgten Berufungen 1909 nach Köln und 1911 nach Berlin, wo er 1933 emeritiert wurde. Im Jahr 1909 wurde er zum Mitglied der Leopoldina gewählt.
Seine Kinder wurden ebenfalls bedeutende Naturwissenschaftler, Tochter Erika Cremer Professorin für physikalische Chemie an der Universität Innsbruck, Sohn Hubert Cremer Professor für Mathematik und Großrechenanlagen an der RWTH Aachen und Sohn Lothar Cremer Professor für Technische Akustik an der TH Berlin.
Cremer war Alter Herr der Münchener Burschenschaft Franco-Bavaria und der Burschenschaft Adelphia Würzburg.

## Werk
Von Bedeutung ist sein Beitrag an der Entwicklung der Glaselektrode, da er 1906 die Grundlagen zur Entwicklung des pH-Meters legte, als er beobachtete, dass an Glasmembranen in Abhängigkeit von der Acidität der inneren bzw. äußeren Lösung eine Spannung wie bei einer galvanischen Zelle besteht. Darauf aufbauend entwickelten Fritz Haber und Zygmunt Klemensiewicz 1909 die Glaselektrode, führten damit Säure/Base-Titrationen durch und veröffentlichten am 28. Januar ihre Ergebnisse.